# Let It Snow! Let It Snow! Let It Snow!
Pour l'album de Michael Bublé, voir Let It Snow!.
Let It Snow! Let It Snow! Let It Snow!, également connu sous le titre Let It Snow en français : « Qu'il neige! », est une chanson écrite par le parolier Sammy Cahn et le compositeur Jule Styne en 1945.
Vaughn Monroe fut le premier à enregistrer le titre qui devint rapidement un hit populaire, classé numéro un dans les charts américains (Billboard). 
En raison de ses paroles saisonnières, la chanson est généralement considérée comme une chanson de Noël. Pourtant, en dépit de son rythme enlevé et son air mélodieux, il s'agit d'une chanson d'amour qui ne mentionne à aucun moment la fête de Noël.

## Reprise
La chanson a été reprise de nombreuses fois. Parmi les interprètes les plus connus, on peut citer :
- Frank Sinatra en 1950
- Bing Crosby en 1956
- Ella Fitzgerald en 1958 dans l'album Wishes You a Merry Christmas
- Dean Martin en 1959 dans l'album A Winter Romance
- Doris Day en 1964
- Andy Williams (chanteur) en 1965 dans l'album Merry Christmas
- Boyz II Men en 1993 dans l'album Christmas Interpretations
- Gloria Estefan en 1993 dans l'album Christmas Through Your Eyes
- Martina McBride en 1998 dans l'album White Christmas
- Chicago en 1998 dans l'album Chicago XXV: The Christmas Album
- Dolly Parton en 1999 dans l'album A Country Christmas
- Jessica Simpson en 2004 dans l'album Rejoyce: The Christmas Album
- Michael Bublé en 2004 dans l'album Let It Snow!
- Carly Simon en 2005 dans un single
- Diana Krall en 2005 dans l'album Christmas Songs
- Aly & AJ en 2006 dans l'album Acoustic Hearts of Winter
- Oleta Adams en 2006 dans l'album Christmas Time with Oleta
- Diamond Rio en 2007 dans l'album The Stars still shines: a Diamond Rio
- Michael Bolton en 2007 dans l'album A Swinging' Christmas
- Jamie Cullum en 2009 au Danish Christmas Show
- Mika en 2010
- Kylie Minogue en 2010
- Glee en 2011 dans l'album  The Music Glee : The Christmas Album Volume 2 .
- Cascada en 2011 dans l'album Christmas Album
- Il Volo en 2011 dans l'album Christmas favorites
- Paul Anka en 2011 dans l'album Songs of December
- Airbourne en 2012 dans l'album  Christmas: Holiday Music
- Rod Stewart en 2012 dans l'album  Merry Christmas Baby!
- The Baseballs en 2012 dans l'album Good Ol' Christmas
- Garou en 2014 dans l'album It's Magic
- Pentatonix en 2016 dans l'album A Pentatonix Christmas Deluxe
- Laura Pausini en 2016 dans l'album Laura Xmas
- Brett Eldredge en 2016 dans l'album Glow
- Robbie Williams en 2019 dans l'album The Christmas Present
- Anaïs Delva en 2019 dans l'album Quand j'entends chanter Noël
- Goo Goo Dolls en 2020
- Luis Fonsi en 2020
- Mabes en 2020 dans l'album Alone On Christmas Eve
- Tori Kelly en 2020 dans l'album A Tori Kelly Christmas

## Utilisations
La chanson est utilisée dans de nombreuses publicités.
Elle est également présente dans de nombreux films : Piège de cristal (1988) et sa suite 58 minutes pour vivre (1990),  Au revoir à jamais (1996).